# Mary Got No Lamb
Mary Got No Lamb è un singolo del gruppo musicale tedesco Scooter, pubblicato nel 2016 come terzo estratto dall'album Ace. A differenza dei loro precedenti singoli, questa volta hanno rilasciato una parziale cover, leggermente modificata rispetto alla versione dell'album.

## Storia
L'album Ace è stato pubblicato nel febbraio 2016, con brani moderni e di successo, anticipato dal singolo Oi, che è diventato subito molto popolare. In quel momento non era chiaro quale sarebbe stato il prossimo singolo, ma il fatto che Mary Got No Lamb fosse incluso nel programma dei concerti era un indizio significativo.
Il 25 aprile è apparso per la prima volta un post sulla pagina Facebook degli Scooter, rivelando che sarebbe stato il prossimo singolo, e che sarebbe stato pubblicato il 6 maggio. Questa volta il singolo include tre brani: una versione breve, una lunga e un mix Arena. Tuttavia, non è stato pubblicato in formato CD, ma solo come download digitale. La copertina, di colore nero con un effetto consumato, mostra una donna con una maschera di pecora seduta su un divano, affiancata da quattro pecore che rappresentano H.P. Baxxter, Phil Speiser, Michael Simon e Jens Thele.
La canzone è stata composta dai Sutherland Brothers nel 1976, quindi anche questa volta gli Scooter hanno rilasciato una cover. La versione dell'album è stata ri-registrata, con alcune differenze tra la Single Edit e la versione originale, modificando leggermente i timbri e con H.P. Baxxter che ha registrato nuovamente la sua parte. La traccia vocale è stata eseguita da Olaf Senkbeil, il vocalist del gruppo power metal tedesco Blind Guardian, con una voce alta e distorta, come da tradizione degli Scooter.

## Tracce
1. Mary Got No Lamb (Single Edit) – 3:28
2. Mary Got No Lamb (Arena Mix) – 4:23
3. Mary Got No Lamb (Extended) – 4:24

## Altre versioni
La "Single Edit" non è inclusa in altre pubblicazioni, ma solo qui e nel videoclip, poiché nelle compilation e nei mix successivi viene utilizzata la versione dell'album per qualche motivo.
Nel 2016, Matty M. ha realizzato una cover heavy metal della canzone. Nel 2018, Alastor Uchiha ne ha creato un remix.
Nel 2017, la pianista Olga Scheps ha realizzato una versione per pianoforte del brano per l'album 100% Scooter - 25 Years Wild & Wicked.

## Video musicale
Il videoclip è stato pubblicato il 7 maggio, un giorno dopo l'uscita del singolo, intorno alle 18:00 sul canale ufficiale di Kontor. Contiene filmati di concerti del Can’t Stop The Hardcore Tour ad Amburgo e nuove riprese dei membri della band che festeggiano con una dozzina di ragazze in un hotel, alcune delle quali indossano maschere di pecora. Nel video compare anche il mazzo di carte degli Scooter, incluso nella versione Deluxe dell'album Ace. Curiosamente, Phil e Michael hanno ruoli più importanti nel video, soprattutto Phil, che è molto attivo e presente nel filmato.